# ديك يونغ (لاعب كرة قاعدة)
ديك يونغ (بالإنجليزية: Dick Young)‏ هو لاعب كرة قاعدة أمريكي، ولد في 3 يونيو 1928 في سياتل في الولايات المتحدة، وتوفي بنفس المكان في 7 يناير 2018.

## وصلات خارجية
- ديك يونغ على موقع دوري كرة القاعدة الرئيسي (الإنجليزية)
- ديك يونغ على موقعبيزبول رفرنس.كوم (الدوري الرئيسي) (الإنجليزية)
- ديك يونغ على موقعبيزبول رفرنس.كوم (الدوري الثانوي) (الإنجليزية)